# 山下湖
山下湖（やましたこ）は、大分県由布市湯布院町にある人造湖。山下の池、山下ノ池ともいう。阿蘇くじゅう国立公園内のやまなみハイウェイ沿いに位置する周囲4キロメートル、面積40ヘクタールの人造湖で、農業用水、発電用水のために作られた。山下湖の東側には天然湖の小田の池が隣接する。湖畔には遊歩道が設けられている。また、湖の南側にはゴルフ場がある。東側の半島のように飛び出た部分に九重レークサイドホテルがあったが2007年9月末に廃業した。

## 山下池の水源の森
山下湖および小田の池を周辺の森林で、山下池の水源の森として水源の森百選に指定されている。
| 山岳   | 面積(ha) | 標高(m)   | 人工林(%) | 天然林(%) | 主な樹種     | 制限林           | 種類           | 流量(m3/日) |
| ------ | -------- | --------- | --------- | --------- | ------------ | ---------------- | -------------- | ----------- |
| 山下湖 | 46       | 770 ～836 | 100       | 0         | スギ・ヒノキ | 水源かん養保安林 | 貯水（山下湖） | 3,000       |

九州電力の社有林として発電用の水源林ため植林した森であり、灌漑用水の水源としても利用されている。九州林産により広葉樹林の植林等も進んでいる。
所在地：大分県大分油布市湯布院町大字川西字丸山（データは指定年1995年（平成7年）7月）

## 大分県中部地震
1975年4月21日に発生した大分県中部地震では、九重レークサイドホテルの1階部分が倒壊した。この倒壊は建物の剛性のアンバランスによって起こったと考えられ、後に1981年の耐震基準改正で剛性率が考慮されるきっかけとなった。また、この地震では、山下湖の堤防が決壊し、湖底の大半が露出した。その際の調査で、縄文時代の土器や石器が発見されている。

## 山下湖温泉
山下湖温泉（やましたこおんせん）は、山下湖湖畔の九重レークサイドホテル内にある一軒宿の温泉。以前は、湖の対岸に山下湖畔荘があり、温泉もあったが、現在は取り壊されている。

## 交通
- 鉄道・バス：JR九州久大本線由布院駅から車で約20分
- 車：大分自動車道湯布院ICから、国道210号、やまなみハイウェイで九重町方面へ約12km